# Antoine Predock
Antoine Predock (Lebanon, Misuri, 24 de junio de 1936-Albuquerque, Nuevo México, 2 de marzo de 2024) fue un arquitecto, arquitecto del paisaje y diseñador de interiores estadounidense. Fue director del Antoine Predock Architect PC, estudio establecido en 1967. Asimismo, tiene un puesto en la Universidad de Nuevo México y posee un título en arquitectura de la Universidad de Columbia. 

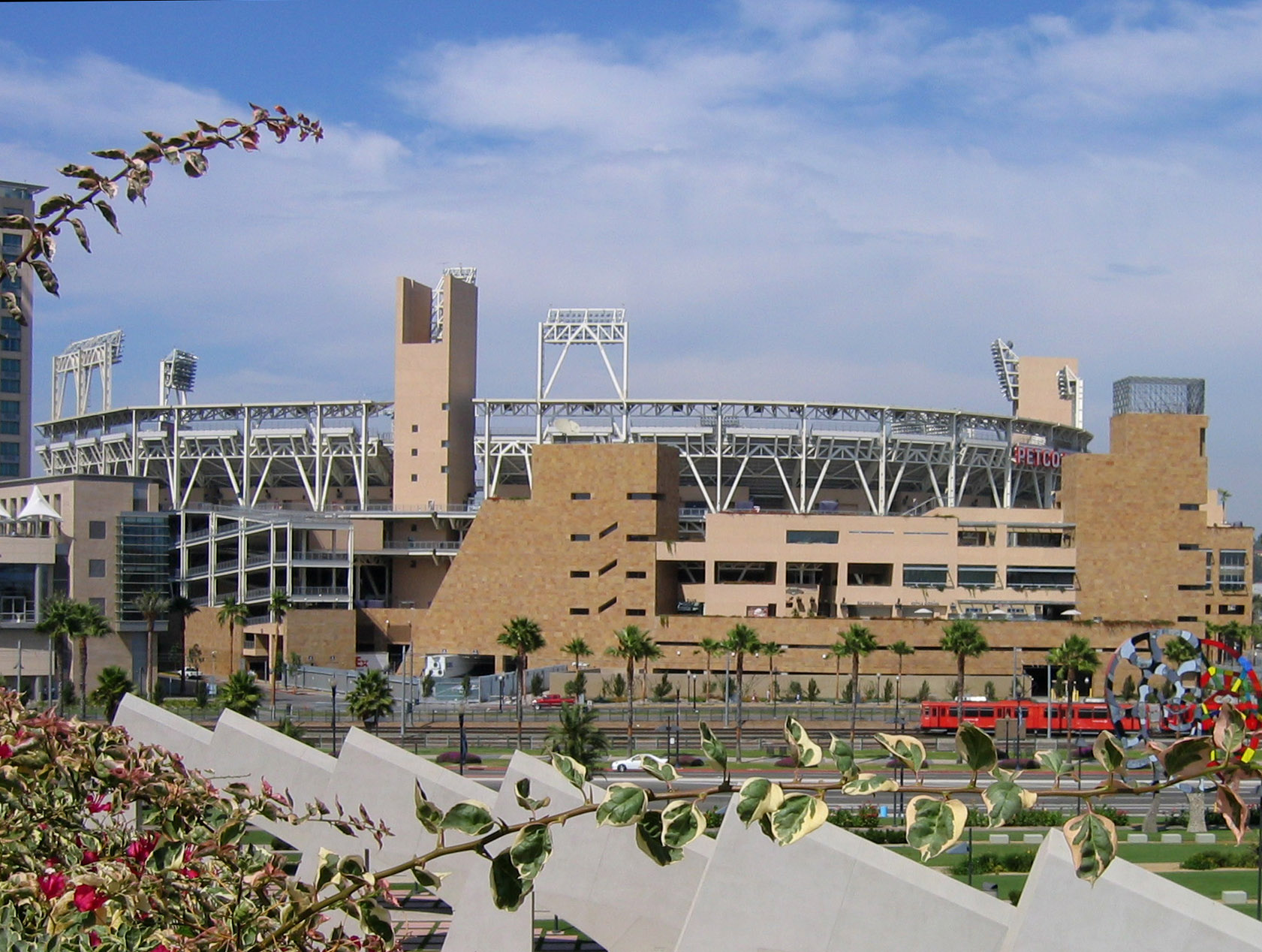
Estadio de Béisbol PETCO Park

## Biografía
Obtuvo la atención nacional con la comunidad La Luz en Albuquerque. Ganó el concurso de diseño del Nelson Fine Arts Center de la Universidad de Arizona. Ha construido edificios desde sus inicios en el desierto y ejecutado obras desde la Turtle Creek House, construida en 1993 en Texas, el Museo de Enseñanza y Galería de Arte Tang (Tang Teaching Museum and Art Gallery) en el colegio Skidmore hasta un parque deportivo para los Padres de San Diego, reinventando el concepto de jardín, en lugar de solamente un complejo deportivo. Su influencia se extiende al ámbito internacional con el Museo del Palacio Nacional (National Palace Museum) en Taiwán del sur y el Museo Canadiense para Derechos Humanos en Winnipeg, Canadá, ambos en proceso de diseño.
En 1985, obtuvo el Rome Prize y en el 2006, fue galardonado con el más alto reconocimiento del Instituto Americano de Arquitectos (American Institute of Architects); la Medalla de Oro del AIA. 
Los diseños de Predock han sido influenciados por su conexión con Nuevo México y con el paisaje; brinda una sensación de fuerza e interacción en su análisis y concepción artística. Se enfoca al individuo en su interacción espiritual con el edificio, el cuerpo en movimiento, la esencia del ser humano, la tecnología y el entorno natural; acentúa sensaciones de apropiación del diseño con una interpretación cuidadosa de la identidad regional.